# Trøjborg
 For alternative betydninger, se Trøjborg (flertydig). (Se også artikler, som begynder med Trøjborg)
Trøjborg er en bydel i Aarhus, med 12.213 indbyggere den 1. oktober 2019. Den ligger i Sankt Johannes Sogn i Aarhus N og hører til Aarhus Kommune.

## Navnet
Navnet »Trøjborg«, tidligere Troyæborg. Navnet har antagelig sin oprindelse fra labyrinten ved borgen i det klassiske Troja eller fra den nedrevne herregård »Trøjborg« fra 1347 ved Tønder.
For Aarhus' vedkommende forekommer navnet "Trøjborg" første gang i dokument fra 1632, hvor »Trøjborgbæk« omtales, og igen i 1758 da et gartneri (sædehave) kaldet »Trøjborg«, beliggende uden for Mejlgades port ved Saltenbæk, sælges. Her skyldes navnet formodentlig en labyrintagtig bevoksning i forbindelse med Riis Skov.

## Geografi
Bydelen består af et netværk af gader opkaldt efter danske søhelte, med hovedgaden opkaldt efter den dansk/norske søhelt Tordenskjold. Trøjborg afgrænses af Dronning Margrethes Vej i øst, Nordre Ringgade i nord, Nørreport, Høegh-Guldbergs Gade og Langelandsgade i vest, og omfatter følgende kvarterer og områder, Nørre Stenbro, Aarhus Universitet, det gamle Århus Kommunehospital, Nordre Kirkegård og byskoven Riis Skov.[kilde mangler] Andre kilder afgrænser Trøjborg mod vest ved Aldersrovej. Vest herfor lå fra 1864 Villa Aldersro, som Aldersrovej er opkaldt efter.
Bydelens indbyggere er kendt som Trøjborgensere.
Trøjborg er et tidligere arbejderkvarter, men regnes i dag for et fashionabelt sted  med mange kunstnere, arkitekter og studerende. I dag huser Trøjborg primært unge mennesker, heriblandt som nævnt en del studerende, blandt andet grundet den korte afstand til Universitetet og Indre by.[kilde mangler] Der er ligeledes en del små-børns-familier på Trøjborg. En del af dem forlader så bydelen når børnene når skolealderen.[kilde mangler]
Bydelens geografiske adskillelse fra Aarhus indre by, gør den til "en by i byen", med et butiksliv på ca. 100 butikker, biografen Nordisk Film Biografer Trøjborg med 5 sale (tidligere Palads, senere Metropol og oprindeligt Palads Teatret), og et indkøbscenter (Trøjborg Centret)  Den har ligeledes et beboerhus, Trøjborg beboerhus, der fungerer som et samlingspunkt med fællesspisning, forskellige danseklubber, Otaku Batsu Aarhus, Dansk-Russisk Forening Aarhus og råder desuden over musikrum og øvelokaler, og der er jævnligt koncerter.
Bydelen har også en lokalradio, Trøjborg lokalradio, som sender fra beboerhuset .

## Lokalaviser og internettet
Flere har igennem tiden forsøgt at udgive en avis på Trøjborg. Bedst gik det med Trøjborg Avis, der udkom i perioden 1934 – 1969. I en lang periode trykt og udgivet af Trøjborg Bogtryk i Herluf Trollesgade 24.
Andre Trøjborgaviser er:
- Trøjborg Forretnings- Og Avertissementstidende. Udkom hver anden torsdag november 1933 – april 1934.
- Nord-Posten (Sammenlægning af Trøjborg Avis og Bjergposten) 1970-1973
- Trøjborg Posten: 1978 – 1979
- Trøjborg Weekend 1984, jan - okt.
- Mini-Avisen Trøjborg Weekend 1984, nov - dec.
- Mini Avisen Weekend (Århus Nord) 1985, jan-feb.
- Trøborgposten: 1988.

Aviserne er bevaret i Statens Avissamling på Statsbiblioteket og er tilgængelige for alle..
Trøjborg havde i 2011 sin egen internetbaserede lokalavis – Trøjborg Avis – som fandtes på www.TrojborgAvis.dk.

## Sporvogne
I 1929 udvidede Aarhus Sporveje ved at forlænge det op gennem Tordenskjoldsgade til Marienlund ved Riis Skov; der blev anlagt en linje mere fra Banegårdspladsen over Frederiksbjerg til Harald Jensens Plads, en linje, der senere blev forlænget til Kongsvang. Den oprindelige linje fra Dalgas Avenue til Trøjborg blev udvidet til dobbeltspor; oprindelig var den kun enkeltsporet, med mange vigepladser på strækningen. Sporvognsdriften i Aarhus blev nedlagt den 6. november 1971.
I dag kører der busser på Trøjborg. Linje 1A kører i Tordenskjoldsgade, linje 5A, 12, 100 og 123 ved Nordre Ringgade, linje 15 ved Aldersrovej og linje 17 ad Dronning Margrethes vej.
Aarhus Letbane har et stop ved Østbanetorvet og ved Aarhus Universitet tæt ved den øverste del af Trøjborg.

## Byfornyelsen
Fra 2001 til 2006 undergik Trøjborg-bydelen en byfornyelse, der skulle sikre:
- bolig- og gårdforbedring
- trafik og pladser
- kulturelle tilbud
- sociale forhold

Der var afsat 10 mill. kr. til projektet, der blandt andet har betydet nye og bredere fortove ved Tordenskjoldsgade, en renovering af Steen Billes Torv og en vand-rende i Otte Ruds Gade.

## Billedgalleri
- Tordenskjoldsgade set mod nord.
- Tordenskjoldsgade fungerer som hovedgade for kvarteret
- Nikoline Kochs Skole (tidl. Finsensgades Skole) fra 1866
- Biografen Metropol
- Caféer og lav bebyggelse
- En af de første boligblokke på Trøjborg (1901)
- Skovborg fra 1910
- Marienlund, et kvarter og en bus terminal på Trøjborg.
- Sankt Johannes Kirke